# Sabina Tančevová
Sabina Tančevová (* 30. října 1970 Praha) je bývalá osobní tajemnice a mluvčí Václava Havla a poté vedoucí kanceláře prezidentského kandidáta Jana Fischera.
Od prosince 1989 krátce pracovala v produkci Laterny magiky, v roce 1990 ale nastoupila do kanceláře prezidenta republiky, kde zůstala až do roku 2005. Po mateřské dovolené začala pracovat jako osobní tajemnice exprezidenta Václava Havla. Spoluorganizovala i jeho pohřeb. Později přešla k Janu Fischerovi, kterému začala pomáhat s prezidentskou kandidaturou ve volbách 2013.
V roce 1995 vystudovala bakalářský studijní obor divadelní produkce na DAMU a o dva roky později získala titul magistr. Je rozvedená a má dvě dcery.